# بزتوبه
بزتوبه (به قزاقی: Anastas'yevka) یک منطقهٔ مسکونی در قزاقستان است که در شهرستان کارگالی واقع شده‌است. بزتوبه ۳۳۵ متر بالاتر از سطح دریا واقع شده‌است.